# 道化ノ華
「道化ノ華」（どうけのはな）は、日本のヴィジュアル系バンドアルルカンの5枚目のシングル。

## 概要
シングルはTYPE:AとTYPE:Bの2形態で発売された。TYPE:AのDVDには表題曲「道化ノ華」のPVが収録されている。

## 収録曲

### TYPE:A

#### CD
1. 道化ノ華
2. 身を知る雨

#### DVD
- 「道化ノ華」-PV-

### TYPE:B

#### CD
1. 道化ノ華
2. 身を知る雨
3. 人形-ヒトガタ-

| スタブアイコン | サブスタブ | この項目は、まだ閲覧者の調べものの参照としては役立たない、シングルに関連した書きかけの項目です。この項目を加筆・訂正などしてくださる協力者を求めています（P:音楽/PJ:楽曲）。 |